# Kopřivnička
Kopřivnička je potok v okrese Nový Jičín v Moravskoslezském kraji. Je to levostranný přítok řeky Lubiny. Délka toku činí 7,3 km. Plocha povodí měří 13,7 km².

## Průběh toku
Potok pramení v nadmořské výšce cca 570 m, u Janíkova sedla pod vrcholem Červený kámen (696 m), asi 2 km jihovýchodně od středu Kopřivnice. Na horním toku proudí severozápadním směrem hlubokým údolím s kamennými hrázemi a přepady pod hradem Šostýn. Zde se na kamenech v potoce ukládá travertin. Dále po proudu teče kolem městského koupaliště a hřbitova. Tady již vtéká do zastavěné zóny, protéká městem a potom pokračuje mezi poli dále na sever. Do řeky Lubiny se Kopřivnička vlévá u jižního okraje Příboru v nadmořské výšce 287 m. Celkový spád toku je kolem 3 %.

### Název
1. Lidový název podle tvaru řeky křivý » Pokrivnička » Kopřivnička
2. Kolem řečiště rostly kopřivy » Kopřivnička
3. Název podle středověkého lokátora města Kopřiva » Kopřivnice » Kopřivnička

### Regulace
Ve druhé polovině 20. století byl potok při velkém rozrůstání města a tím i rozsáhlé přestavbě centra položen do mnohem hlubšího koryta a místy sveden do vodních tunelů. Asi v polovině toku byl necelý kilometr potoka sveden do nového rovného koryta. V roce 1961 byla postavena čistírna odpadních vod. Snížil se průtok.

### Větší přítoky
Největším přítokem Kopřivničky je potok Sýkoreček, který přitéká zprava. Další přítoky jsou malé a bezejmenné.

## Vodní režim
Průměrný průtok u ústí činí 0,11 m³/s.

## Stavby
Podle urbáře hukvaldského panství z roku 1581 stál na potoku mlýn. V roce 1660 je uváděn jako fojtův mlýn. Jednalo se o dřevěnou stavbu na obdélníkovém půdorysu. Mletí zaniklo pravděpodobně kolem roku 1900. Poslední majitelé byli manželé Krestovi. Mlýn byl zbourán při regulaci potoka v roce 1961. Fotografie mlýna se nacházejí v muzeu Fojství v Kopřivnici.